# Сатурн (премія, 1975)
2-га церемонія вручення нагород премії «Сатурн» за заслуги в царині кінофантастики, зокрема в галузі наукової фантастики, фентезі та жахів за 1973 рік, що відбулася 7 січня 1975 року.
Для цієї церемонії, на відміну від 1-ї церемонії, кількість категорії було збільшено до 10; було введено Найкращий фентезійний фільм, одну з трьох категорій найкращого фільму, яка залишиться для всіх майбутніх церемоній разом із Найкращий фільм жахів та Найкращий науково-фантастичний фільм, які були єдиними двома нагородами на попередній церемонії.

## Лауреати і номінанти
Нижче наведено повний список номінантів і переможців. Переможці виділені жирним шрифтом.
| Найкращий науково-фантастичний фільм                                                                                                   | Найкращий фільм жахів |
| --- | --- |
| - Зелений сойлент - Битва за планету мавп - Beware! The Blob - День дельфіна - Фактор Нептуна - Сплячий - Sssssss - Край «Дикий Захід» | - Екзорцист - Арнольд - Лінія смерті - А тепер не дивися - Легенда про пекельний будинок - Шлок - Кричи, Блакула, кричи - Сестри - Розповіді, свідки божевілля - Терор у корчмі «Червоний вовк» - Терор у Музеї воскових фігур - Театр крові - Сховище жахів |
| Найкращий фентезійний фільм | Найкраща стоп-моушн-анімація |
| - Золота подорож Сіндбада | - Рей Гаррігаузен — Золота подорож Сіндбада |
| Найкращий сценарій | Найкраща музика |
| - Вільям Пітер Блетті — Екзорцист | - Бернард Геррманн |
| Найкращий грим | Найкращі спецефекти |
| - Дік Сміт — Екзорцист | - Марсель Веркутер (англ. Marcel Vercoutere) — Екзорцист |
| Особливі досягнення на телебаченні | Особлива нагорода |
| - Кертіс Гаррінгтон — Бджоли-вбивці | - англ. C. Dean Andersson, англ. Don Fanzo, Чарлтон Гестон, Джордж Пал, Глорія Свенсон та Фей Рей |

## References
1. ↑  Past Saturn Awards Recipients. Процитовано 22 липня 2023.
2. ↑  Academy of Science Fiction, Fantasy & Horror Films, USA (1975). Процитовано 22 липня 2023.
3. ↑  Academy of Science Fiction, Fantasy & Horror Films, USA (1973). Процитовано 22 липня 2023.

## External links
- Official website
- 2nd Saturn Awards at IMDb